# Struktura tektoniczna
Struktura tektoniczna – każdy obiekt wytworzony w wyniku procesów tektonicznych, odznaczający się pewną jednolitością wewnętrzną i pewną odrębnością od otoczenia.
Wyróżniamy struktury:
- ciągłe
- nieciągłe

Do struktur geologicznych zaliczyć można m.in.:
- fałd
- uskok
- spękanie
- orogen
- zrąb tektoniczny